# Aire strictement protégée de Bogd-Khan-Uul
Pour les articles homonymes, voir Bogd (homonymie).
L'aire strictement protégée de Bogd-Khan-Uul est une aire protégée situé sur le mont Bogd Khan Uul, dans l'aïmag de Töv, en Mongolie. Elle est également classée comme réserve de biosphère de l'UNESCO.
Le parc est réputé pour être protégé depuis 1778 par des lamas (moines du bouddhisme tibétain), qui battent presque à mort, à l'aide de gourdins les braconniers et les emprisonnent dans des cellules sous forme de cercueils. Aujourd'hui on peut y faire des randonnées pédestres ou équestres.